# Gudrun Bierski
Gudrun Bierski (* 1925 in Mährisch Ostrau; † 2006 in Frankfurt am Main) war eine deutsche Künstlerin der Art Brut.

## Leben
Gudrun Bierski wuchs in Mährisch Ostrau (heute Ostrava, Tschechien) mit fünf Schwestern auf. 1944 begann sie in Wien ein Kunststudium. Im Zuge der Vertreibung der Deutschen aus der Tschechoslowakei kam sie nach Süddeutschland und besuchte von 1947 bis 1951 die Kunstakademie in Karlsruhe. Bereits seit den 1950er Jahren litt sie unter irrationalen Schuldgefühlen und Zweifeln, benahm sich „eigenwillig“ und entwickelte sich zur Außenseiterin. Sie lebte zurückgezogen, „zu viel allein und einwärts“, wie aus Briefen der Mutter um 1950 hervorgeht. 1957/58 zog sie nach Frankfurt am Main und war dort als technische Zeichnerin tätig.
1969 erlitt sie eine psychische Krise. Seit den 1970er Jahren wurde sie zunehmend sonderlich und exzentrisch, trug unabhängig von der Jahreszeit nur noch selbstgestrickte Wollkleidung, in der sie einmal sogar im Main badete. In ihre Sprache kamen formelhafte Floskeln. Aufsehen erregte das Überreichen einer Blume an einen Pfarrer während der Predigt. In Folge war sie nicht mehr berufstätig, sondern widmete sich, betreut im Familienverband von Eltern und fünf Schwestern, zunehmend ihrer Kunst. Ende der 1990er Jahre diagnostizierte eine Amtsärztin Schizophrenie. Bierski wurde eine Betreuerin als Normalisierungshilfe beigestellt, da ihre kleine Wohnung „zuwucherte“ und eines der überfüllten Zimmer unbetretbar war. Sie war nie in einer psychiatrischen Einrichtung und lebte bis zu ihrem Tod selbstbestimmt.

## Werk

G. Bierski: „Streuobstwiese im Frühling“ (Privatbesitz, um 1955)

Die künstlerisch ausgebildete Gudrun Bierski malte und zeichnete ihr Leben lang, ohne öffentlichen Erfolg zu suchen oder zu erlangen. Ihr Nachlass umfasst Zeichnungen aus Studienjahren, gegenständliche Ölgemälde, darunter auch Odenwald-Landschaften und „fast altmeisterliche Porträts“, abstrakte Ölgemälde, manche stoffumhüllt oder von Pappmachégebilden gerahmt, sowie Hefte mit Texten, Wörtern, Zahlenkolonnen, überschriebene Bücher, Plastiken und kleine Knüpfteppiche.
Ab den 1960er-Jahren umrahmte Bierski ihre Ölgemälde mit weißen Pappmachérahmen. Zum Teil wuchert das Pappmaché auch in die Bilder hinein, andererseits führen bei einigen Bildern auch Liniensysteme aus dem Bild heraus auf den Rahmen und integrieren ihn so. Daneben schuf sie auch freistehende Pappmaché-Objekte mit eigenwilligen organischen Formen.
Die Vielfarbigkeit ihrer Knüpfteppiche folgt von ihr selbst erdachten Codes. Aus ihren Aufzeichnungen ist ersichtlich, dass sie die Kombination bestimmter Farben für Buchstaben oder ganze Wörter einsetzte und so verschlüsselte Botschaften schuf.
Ab 1990 malte sie kleine tachistische Gemälde und nähte für diese und andere Werke Stoffhüllen. In ihren letzten Lebensjahren schrieb sie in Kladden und Hefte Substantive und Reihen einfacher Zahlen. Auch in Romane schrieb sie Wörter, oder sie überarbeitete jeweils eine Seite mit Schraffuren.
Bei der Auflösung der Wohnung setzten sich die Erben, zwei ihrer Neffen, mit der Sammlung Prinzhorn in Verbindung, um ihr Werk zu bewahren. In die Sammlung übernommen wurden rund 50 „exzentrische“ Ölbilder, Knüpfteppiche, viele Aufzeichnungen und beschriebene Bücher. Im Gegensatz zu vielen anderen existieren zu Bierski eine Fülle lebensgeschichtlicher Hinweise, eine von den Erben verfasste Biographie, geordnete Briefe, Fotografien und Fotos, die den Kontext der Entstehung ihrer Arbeiten nachvollziehbar werden lassen und eine Grundlage bilden zum Erforschen von Leben und Werk Gudrun Bierskis. Einige ihrer Arbeiten befinden sich weiterhin im Familienbesitz.

## Ausstellungen
- 2017: Würzburger Spitäle[4]
- 2016: Gegen Faulheit. Neues und Ungesehenes aus der Sammlung Prinzhorn. Heidelberger Kunstverein[5]
- 2009: Das Weltrettungsprojekt und andere neue Werke aus der Sammlung Prinzhorn. Kulturverein Zehntscheuer, Rottenburg am Neckar[6]
- 2009: Marburger Kunstverein[1]
- 2007: Die Sammlung wächst. Sammlung Prinzhorn, Heidelberg[1]